# Алімінуза
Алімінуза (італ. Aliminusa, сиц. Aliminusa) — муніципалітет в Італії, у регіоні Сицилія,  метрополійне місто Палермо.
Алімінуза розташована на відстані близько 470 км на південь від Рима, 50 км на південний схід від Палермо.
Населення — 1248 осіб (2014).
Щорічний фестиваль відбувається 22-23-24 серпня. Покровитель — S.Anna.

## Демографія
Населення за роками:

Станом на 1 січня 2023 року в муніципалітеті офіційно проживало 7 іноземців з 3 країн, серед них 2 громадяни країн Євросоюзу.

## Сусідні муніципалітети
- Каккамо
- Черда
- Монтемаджоре-Бельсіто
- Шіара
- Склафані-Баньї